# Milan Rapaić
Milan Rapaić (* 16. August 1973 in Nova Gradiška) ist ein ehemaliger kroatischer Fußballspieler.
Seine Profikarriere begann er 1991 bei Hajduk Split, wechselte 1996 nach Italien zu Perugia Calcio und nach vier Jahren in die Türkei zu Fenerbahçe Istanbul, wo er seinen Spitznamen RAP-RAP erhielt. Nach einem erfolglosen Jahr in Italien beim Absteiger AC Ancona wechselte Rapaić zurück nach Kroatien. Danach spielte er drei Jahre für den belgischen Club Standard Lüttich. Im Frühjahr 2008 schloss er sich dem kroatischen Zweitligisten HNK Trogir an. Seine größten Erfolge feierte er mit Hajduk Split, wo er 1992, 1994, 1995 und 2004 Meister wurde.
Sein erstes Länderspiel absolvierte Rapaić 1994, bis zur WM 2002 wurde er 20 Mal eingesetzt. Nachdem er bei der WM in Japan und Südkorea 2002 das Siegtor gegen Italien schoss, war er Stammspieler. Er hatte die Wahl zwischen Kroatien und Serbien (da er Serbe aus Kroatien ist), entschied sich jedoch für Kroatien.
Rapaić bestreitet die Spiele meist im offensiven Mittelfeld oder auf der linken Seite, obwohl er gelernter Stürmer ist. Er ist bekannt für seine spektakulären Freistoßtore aus großen Entfernungen.